# Эски-Кышав
Эски-Кышав (также Баккал-Су; укр. Ескі-Кишав, крымскотат. Eski Qışlav, Эски Къышлав) — маловодная балка (река) в Бахчисарайском районе Крыма, левый приток Альмы. Длина водотока — 15,0 км (по другим данным 13,6 км), площадь водосборного бассейна — 84,5 км², среднегодовой расход воды 0,084 м³/сек, падение реки 263 м. З. В. Тимченко, в работе «Расчёт характеристик изменчивости годового стока рек западной части Южного берега Крыма и северо-западных склонов Главной гряды Крымских гор» приводит, при отсутствии гидрометрических наблюдений, величину уклона реки 21,9 м на км при площадь водосбора 79,4 км².

## География
Начало балки находится в районе села Маловидное, Эски-Кышлав проходит в северо-западном направлении, по сложенному сарматскими известняками по плато (куэсте) Внешней гряды Крымских гор, в междуречье Альмы и Качи. Согласно справочнику «Поверхностные водные объекты Крыма» у балки 1 правый приток — Буранчи-Ичи, при этом на картах обозначена значительная впадающая слева балка долина Ат-Коба. Эски-Кышав впадает в Альму в 15,0 километрах от устья, у западной окраины села Отрадное. Водоохранная зона балки установлена в 100 м.

### Буранчи-Ичи
Балка Буранчи-Ичи, правый приток Эски-Кышава, длиной 11,0 км, с площадью водосбора 29,8 км². Начинается у села Ароматное, пролегает в северо-западном направлении, имеет 1 безымянный приток, длиной менее 5 километров (левый, у села Розовое). Впадает в Эски-Кышав в 1,7 км от устья, водоохранная зона балки установлена в 50 м.